# 潘帕科查湖 (瓦良卡區)
10°02′05″S 76°58′0.6″W / 10.03472°S 76.966833°W
潘帕科查湖（Pampacocha），是秘魯的湖泊，位於該國北部安卡什大區，由博洛涅西省的瓦良卡區負責管轄，處於蘇埃羅科查湖附近，面積0.02平方公里，海拔高度4,408米。